# 안나 성당의 기적
《안나 성당의 기적》(영어: Miracle at St. Anna, 이탈리아어: Miracolo a Sant'Anna)은 미국과 이탈리아에서 제작된 2008년 서사 전쟁 영화이다. 스파이크 리가 연출과 제작을 맡고, 데릭 루크 등이 출연하였다.

## 줄거리
1983년 푸에르토리코계 흑인인 제2차 세계 대전 참전 용사 헥터 니그론이 뉴욕 우체국 사무원으로 일하던 중 갑자기 독일제 루거 P08로 한 고객을 쏜다. 니그론의 집에서는 산타 트리니타 다리 일부인 프리마베라 조각상 머리, 퍼플 하트 훈장, 그리고 그가 수훈십자장과 은성훈장을 받았음을 증거하는 사진이 발견된다.
이야기는 회상을 통해 니그론이 미국 육군의 흑인들로만 구성된 제92 보병 사단 상등병이었던 39년 전 1944년 말 이탈리아로 돌아간다. 이탈리아 전역 고티카 전선에서 세르키오강 너머 독일군 진지를 공격하며 진격을 하던 중 멀리서 지휘를 하던 노크스 대위는 92 사단의 현 위치 보고를 믿지 못하고 92 사단의 위치에 포격을 가하는 명령을 내려버린다.
이 과정에서 많은 미군이 사망하고 니그론은 강 건너편에서 다른 세 병사 오브리 스탬프스 하사, 비숍 커밍스 병장, 샘 트레인 일병과 함께 낙오된다. 샘은 피렌체에서 발견했던 프리마베라 조각상 머리를 들고 다니며 여기에 마법의 힘이 있다고 믿는다.
샘과 비숍이 무너진 건물에서 이탈리아 소년 안젤로를 구조한 뒤 이들은 토스카나주 산악을 통해 이동하다가 작은 마을의 주민들과 연을 맺는다. 샘은 안젤로에게 정이 들고, 스탬프스와 비숍은 주민 레나타를 두고 삼각 관계를 형성한다. 니그론이 고장이 났던 배낭 라디오를 고치고 본부에 연락하자 노크스에게서 적군 하나를 생포하라는 명령이 떨어진다.
지역 레시스텐차가 독일군 탈영병 한스 브룬트를 포로로 달고 마을에 들린다. 실은 앞서 레시스텐차 배신자인 로돌포 때문에 인근 산탄나디스타체마 주민들이 성당 앞에서 독일군에게 학살됐으며, 안젤로는 브룬트가 숨겨준 덕에 생존하였다. 브룬트가 자신의 배신자로 지목할 것을 아는 로돌포는 브룬트와 레시스텐차 대장을 살해하고 독일군이 마을을 덮칠 예정이라는 사실을 숨긴 채 도망친다. 이 로돌포가 바로 니그론이 39년 뒤에 살해한 고객이었던 것이다.
노크스는 브룬트를 심문하려고 이곳을 찾았다가 그가 죽은 것을 확인하고 그를 살려두지 못한 네 군인을 군법 회의에 회부하겠다고 엄포를 놓는다. 넷은 노크스와 함께 독일군을 피해 마을을 빠져나가려고 하나 샘이 안젤로도 데려가야 한다며 버틴다. 노크스는 넷을 두고 떠나지만 독일군의 공격이 시작되면서 바로 사망한다.
넷은 남은 레시스텐차와 함께 독일군에 대항하지만 수세에 밀리고, 샘, 스탬프스, 비숍이 사망한다. 안젤로는 니그론에게 프리마베라 조각상 머리를 주고, 니그론은 묵주를 안젤로 목에 걸어준다. 안젤로가 무사히 도망친 뒤 니그론은 독일 군인을 마주치지만 이 군인은 오히려 자기 방어에 쓰라며 니그론에게 본인의 루거 P08을 넘긴다. 미군 지원 병력이 도착해 마을을 방어하고 니그론을 대피시킨다.
1984년 종신형이 구형된 니그론은 익명의 부자가 선임한 일류 변호사의 큰 영향력 덕분에 보석으로 풀려난다. 니그론은 바하마로 안내되어 프리마베라 조각상 머리의 새 주인이 된 부자를 만난다. 이 부자는 묵주를 꺼내 니그론의 목에 걸어주며 본인이 어른이 된 안젤로임을 밝힌다. 두 사람은 함께 묵주를 붙잡고 눈물을 흘린다.

## 출연진
- 데릭 루크 - 오브리 스탬프스 하사 역
- 마이클 일리 - 비숍 커밍스 병장 역
- 래즈 얼론조 - 헥터 니그론 상등병 역
- 오마 벤슨 밀러 - 새뮤얼 "샘" 트레인 일병 역
- 마테오 시아보르디 - 안젤로 토란첼리 역 
  - 루이지 로카시오 - 성인 안젤로 역
- 피에르프란체스코 파비노 - 페피 "라 그란데 파르팔라" 그로타 역
- 발렌티나 체르비 - 레나타 살두치 역
- 존 터투로 - 앤토니오 "토니" 리치 형사 역
- 조지프 고든레빗 - 팀 보일 역
- 케리 워싱턴 - 재나 와일더 역
- 존 레귀자모 - 엔리코 역
- D. B. 스위니 - 잭 드리스컬 대령 역
- 로버트 존 버크 - 네드 아먼드 장군 역
- 오마리 하드윅 - 허그스 소대장 역
- 마이클 K. 윌리엄스 - 터커 역
- 월턴 고긴스 - 노크스 대위 역
- 크리스티안 베르켈 - 아이히홀츠 대위 역
- 콜먼 도밍고 - 서인도 제도인 우체국 고객 역
- 알렉산드라 마리아 라라 - 밀드러드 길러스 "액시스 샐리" 역
- 토리 키틀스 - 버드송 중위 역
- 발데마르 코부스 - 플뤼거 대령 역
- 브래들리 윌리엄스 - 트루하트 프레이저 역
- 커트 로언스 - 에버턴 브룩스 박사 역
- 존 호크스 - 허브 레드넥 역
- 피터 프러솃 - 피터 해먼드 역

## 기타 제작진
- 라인 제작: 데이비드 포미에이, 부치 로빈슨
- 배역: 킴 테일러콜먼, 베아트리체 크루제르
- 미술: 토니노 체라
- 세트: 크리스티나 오노리
- 의상: 카를로 포졸리